# سيندي غرينوود
سيندي غرينوود هي أكاديمية ورياضياتية كندية، ولدت في 3 ديسمبر 1937.